# Jan Monchablon

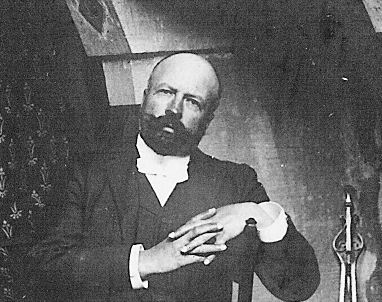
Jan Monchablon

Jean-Baptiste Ferdinand Monchablon, genannt Jan Monchablon (* 6. September 1854 in Châtillon-sur-Saône, Département Vosges; † 1904 ebenda) war ein französischer Landschaftsmaler.

## Leben und Wirken
Monchablon war der Sohn von Claude Ferdinand Monchablon, einem höheren Beamten in Bar-le-Duc, und dessen Ehefrau Joséphine Vagneux. Seine Schulzeit absolvierte meistenteils am Collège Notre-Dame in Nantes, Département Loire-Atlantique.
Einige Zeit verdiente sich Monchablon seinen Lebensunterhalt als Hauslehrer und kam Winter 1874/75 als Lehrer an das Collège nach Quimper, Département Finistère. 1881 schaffte er es, als Schüler an der École des Beaux-Arts in Paris angenommen zu werden. Seine Lehrer waren in Hauptsache Alexandre Cabanel und Jean-Paul Laurens.
1886 unternahm Monchablon eine längere Studienreise nach und durch die Niederlande um die alten Meister zu studieren und natürlich auch um sich von der Landschaft zu inspirieren zu lassen. Ab dieser Zeit signierte er seine Werke ausschließlich mit „Jan Monchablon“.
Er ließ sich in seiner Heimatstadt nieder und heiratete Fanny Elisabeth Julien. Jan Monchablon starb einige Wochen nach seinem 50. Geburtstag in Châtillon-sur-Saône und fand dort auch seine letzte Ruhestätte.

## Ehrungen
Auf Anregung des Kunsthändlers Roland Knoedler (1856–1932), einem Freund Jan Monchablons, schuf der Bildhauer Antoine Bourdelle (1861–1929) von diesem eine Büste (Bronze), die 1909 in Chaâtillon-sur-Saône aufgestellt wurde. Während des Zweiten Weltkriegs wurde dieses Denkmal von deutschen Soldaten zerstört.
Seit dem 14. Juli 2010 (→Nationalfeiertag) existiert eine Gedenktafel am Geburtshaus von Jan Monchablon.

## Werke (Auswahl)
- Vallée sur Saône.
- Le retour à l'étable.
- Pârurage.
- Amoureux près du puits.
- Moulin de Jonville.
- Grignoncourt.